# Paroles de médecin
 (décembre 2018).
Améliorez-le ou discutez des points à vérifier. 
 (décembre 2018).
Paroles de médecin est un essai de Georges Duhamel publié le 25 janvier 1944 aux éditions du Rocher.

## Historique
En 1944, Georges Duhamel publie la première édition de ce recueil de réflexions, notes, souvenirs de médecin aux éditions du Rocher à Monaco du fait de l'Occupation de la France et de l'interdiction qu'il avait de publier depuis 1942. 
Enrichie de nouveaux textes, la seconde édition de 1946 comporte cinq parties de taille inégale, rédigées à diverses périodes et intitulées successivement : « Positions et définitions » (62 p.), « Croquis et souvenirs » (29 p.), « Figures » (mars 1939, 20 p.), « Les travaux et les jours » (mai 1945, 42 p.), « Harangues » (75 p.).

## Résumé
Georges Duhamel, médecin-chirurgien notamment lors des deux conflits mondiaux – avant de se consacrer pleinement à la littérature –, s'attache dans cet essai à présenter l'humanisme qui doit habiter le médecin à l'aube d'une période où la technologie et les avancées scientifiques sont en passe de révolutionner la pratique médicale,.

### «Positions et définitions»
(juillet 2020).
- Si vous ne connaissez pas le sujet, laissez ce bandeau (vous pouvez alors contacter les auteurs).
- Si vous supprimez le contenu mis en cause (vous pouvez préalablement contacter les auteurs),

argumentez précisément cette suppression dans la page de discussion
(un manque de référence n'est pas un argument ; une recherche réelle de référence doit avoir été effectuée, être formellement documentée).
Duhamel affirme fortement que le médecin, en ce milieu du XXe siècle, doit résister à deux tentations : 
- Par faiblesse psychologique, le médecin pourrait d'abord être tenté de privilégier la toute puissante technique au détriment de la morale.
- Mais, plus grave, le médecin pourrait surtout vouloir abandonner sa responsabilité personnelle en s'abritant derrière l'anonymat et les règles de l'étatisme grandissant, « une doctrine ou une théorie qui, pour l'organisation de la société, pour la réforme des institutions, pour la gestion temporelle et spirituelle du monde, donne à l'État tous les pouvoirs et tous les droits dont l'individu se trouve, conséquemment, exonéré ou dessaisi (Paroles de Médecin, p. 9). » La protection des citoyens par l'État ne peut être contestée. Mais le médecin a le devoir de préserver la relation personnelle qu'il entretient avec chacun de ses malades, leur intimité et les secrets qu'ils partagent avec lui, volontairement ou non.

Ce propos, reprend ici, dans une quarantaine de pages sous le titre La médecine et l'étatisme, le texte intégral de la conférence prononcée par Duhamel en 1934, sous l'intitulé Les excès de l'étatisme et les responsabilités de la Médecine, devant l'auditoire du cours de son ami Charles Nicolle, titulaire de la chaire de médecine expérimentale au Collège de France (Paroles de Médecin, p. 53).

### «Croquis et souvenirs»
Le médecin ne tolère toujours pas la mort d'une petite fille, celle d'un tout petit garçon « aux beaux cils effilés et fiers. (Paroles de médecin, p. 71, 78) » 
Ailleurs, dans une ambulance militaire en Champagne en 1915, le chirurgien sent son doigt piqué par une écharde de l'os iliaque de son patient. L'écharde, comme une mémoire incarnée, demeure dans sa chair jusqu'à sa mort (Id., p. 75).
À l'hôpital Beaujon, en 1938, Georges Duhamel constate combien la lecture soulage l'ennui et la souffrance des malades. Un troisième chariot (après celui des soins et celui des repas), poussé par des dames-libraires bénévoles apporte dans les salles livres et revues. « On lit de l'histoire à Beaujon, de la littérature, de la philosophie, des ouvrages religieux, des travaux de science pure, d'art et de linguistique (Id., p. 87). »

### «Figures»
Duhamel consacre principalement cette petite section à son ami le biologiste et philosophe Charles Nicolle, virologue, directeur de l'Institut Pasteur de Tunis, professeur au Collège de France, « une grande figure française » (Paroles de médecin, p. 101).
Il a aussi quelques mots, rédigés en mars 1939, pour célébrer l'Institut du cancer de Villejuif « une grande œuvre française », créée par Gustave Roussy, recteur de l'Université de Paris, et constituée « d'une légion de savants » (Id. p. 116).

### «Les travaux et les jours»
Dans l'épreuve des débuts de la guerre, en 1939-40, commencent à manquer les produits essentiels aux soins et au confort des malades. « Il nous fallait par exemple renoncer à tous les produits exotiques employés couramment pour combattre la fièvre, ranimer l'appétit, pour favoriser l'expectoration, pour activer la fonction du foie, des reins, des glandes sudoripares (Paroles de médecin, p. 128). »
Duhamel fait ensuite part de ses réflexions sur les bénéfices considérables apportés par les sulfamides, la pénicilline. 
Il évoque les troubles provoqués par le froid, dont il a fait l'expérience pendant la guerre de 14-18 et, à la Libération, la nécessaire lutte contre l'alcoolisme menée par François Billoux, ministre de la Santé publique en 1944 (Id., p. 161).
Cette section se termine par un appel au repeuplement de la France (rédigé en mai 1945) et un hommage à la paternité. « Péguy appelait les pères de famille nombreuse Les grands aventuriers du monde moderne. Comme c'est vrai ! Comme c'est beau ! » (Id. p. 165).

### «Harangues»
Cette dernière section regroupe quelques discours et allocutions prononcés par Duhamel lors de congrès de chirurgiens et de médecins. Non datés, ils permettent de saisir le point de vue du chirurgien-écrivain sur :
- le rôle du chirurgien dans le monde moderne (allocution d'ouverture du 46e Congrès français de chirurgie)[6],
- l'orientation intellectuelle et professionnelle de l'enfant,
- le service de santé de la Résistance,
- l'interaction entre la technique et la psychologie, sur fond de progrès technique continu, dans « L'humanisme et l'automate » (Paroles de médecin, p. 203-246), texte initialement publié en 1933[7]. Il fustige ici d'entrée « ce personnage ingrat, fâcheux, pénible à soutenir dans une société tantôt enorgueillie de ses succès et tantôt déconcertée par ses échecs, c'est celui que j'appellerai le contempteur du progrès... Ce contempteur s'appelait hier Jean-Jacques et ce matin Gandhi » (Id., p. 203).

## Éditions et traductions
- Paroles de médecin, Éditions du Rocher, Monaco, 1944 (E.O. tirage limité, 61 p.), 2e édition, 1946, 248 p. (OCLC 246166894).